# Governador Valadares
Governador Valadares, amtlich portugiesisch Município de Governador Valadares, ist eine Gemeinde im brasilianischen Bundesstaat Minas Gerais. Die Bevölkerung wurde zum 1. Juli 2020 auf 281.046 Einwohner geschätzt, die Valadarenser genannt werden und auf einer Gemeindefläche von rund 2342,3 km² leben. Sie steht an 9. Stelle der 853 Munizipien des Bundesstaates.
Der Ort liegt am Fluss Rio Doce, 324 km von der Hauptstadt Belo Horizonte und 410 km von Vitória, der Hauptstadt von Espírito Santo, entfernt. Seinen jetzigen Namen erhielt er 1938, als er nach Benedito Valadares Ribeiro (1892–1973) benannt wurde, der von 1933 bis 1945 als Gouverneur von Minas Gerais amtierte.
Umliegende Gemeinden sind im Westen São Geraldo da Piedade, Santa Efigênia de Minas und Sardoá; im Nordwesten Coroaci; im Norden Marilac, Mathias Lobato, Frei Inocêncio und Jampruca; im Nordosten Nova Módica und São Félix de Minas; m Osten Divino das Laranjeiras; im Südosten Galileia; im Süden Alpercata, Fernandes Tourinho und Tumiritinga; im Südwesten Açucena und Periquito.
Das 1956 gegründete Bistum Governador Valadares hat seinen Sitz in der Stadt.

## Söhne und Töchter der Stadt
- Laura Lima (* 1971), Künstlerin
- Alexandre Balotelli (* 1993), Fußballspieler
- Geovane Magno (* 1994), Fußballspieler
- Lucas Venuto (* 1995), Fußballspieler
- Jeferson Elias Braga Montimor (* 1998), Fußballspieler
- Yasmim Assis Ribeiro (* 2004), Fußballspielerin

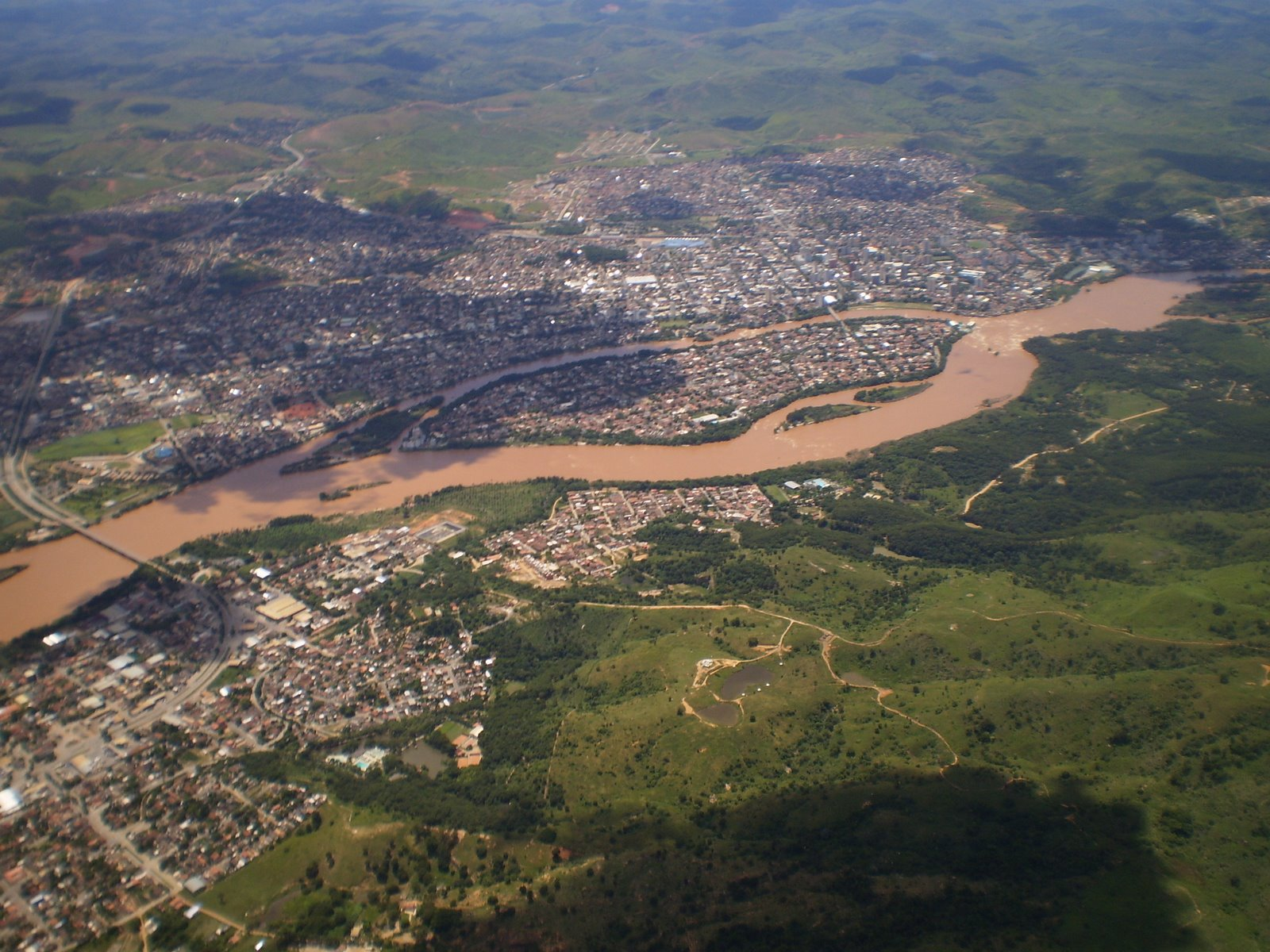
Rio Doce
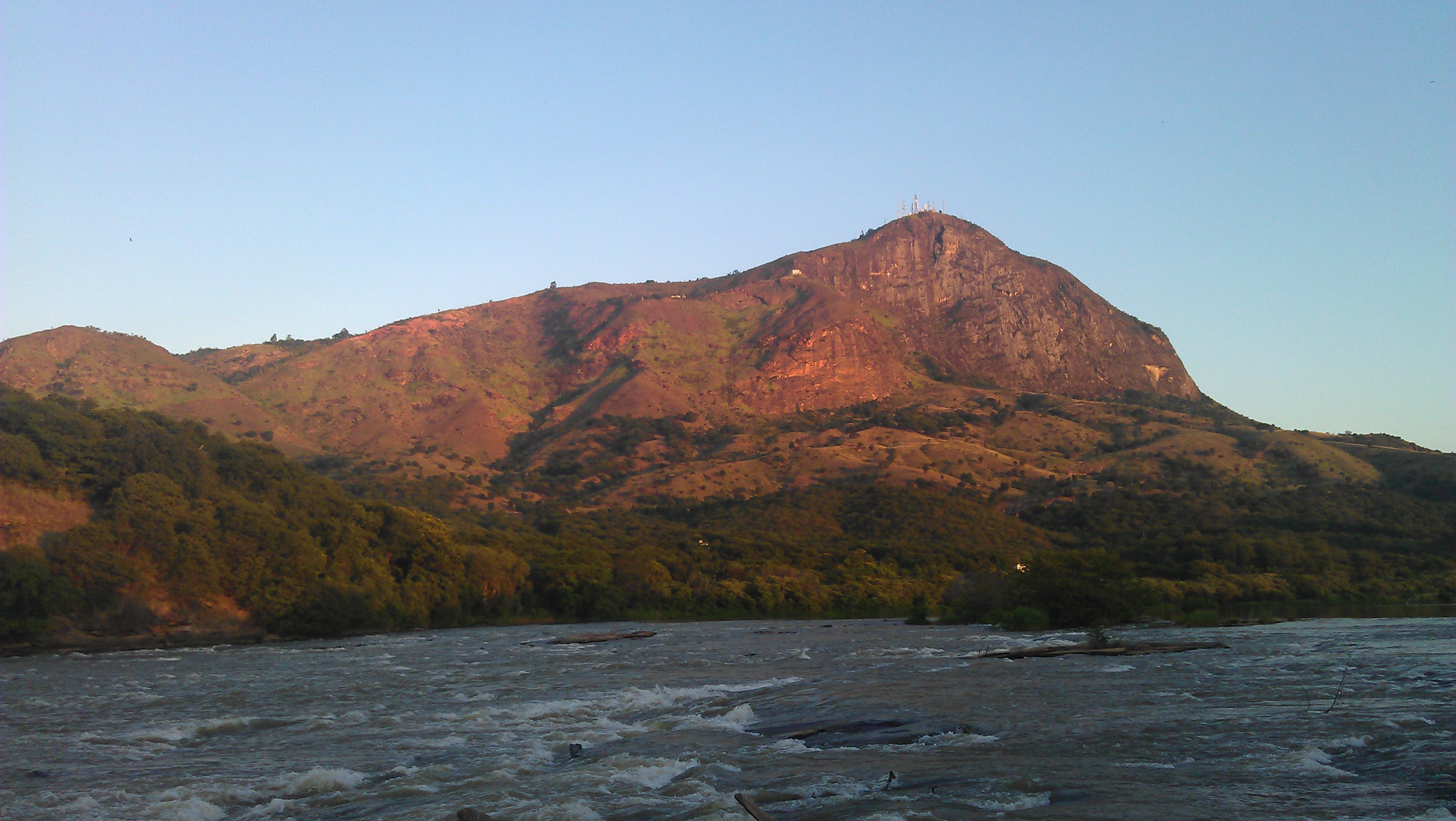
Hausberg Pico da Ibituruna („Schwarzer Berg“)
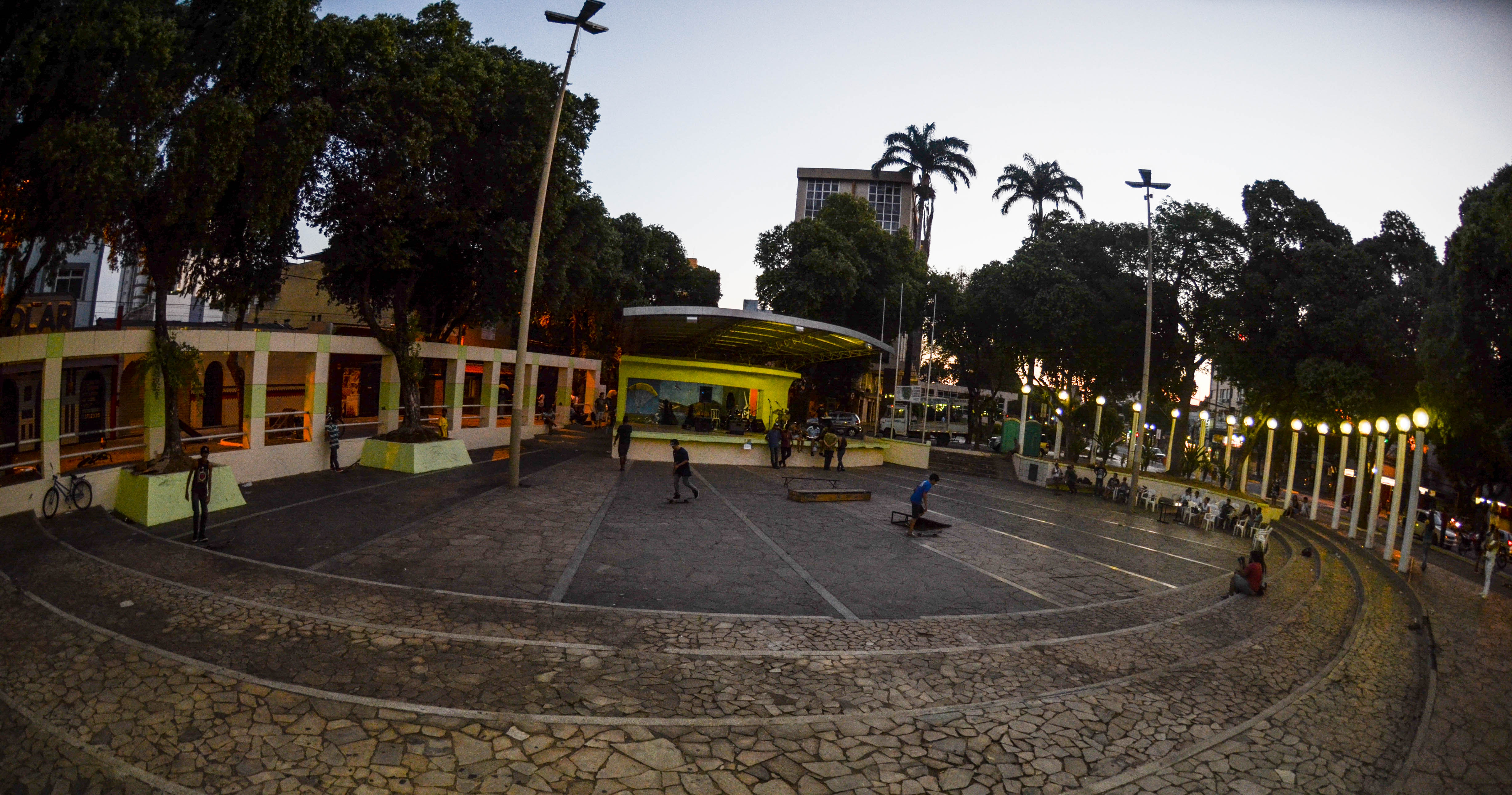
Praça dos Pioneiros
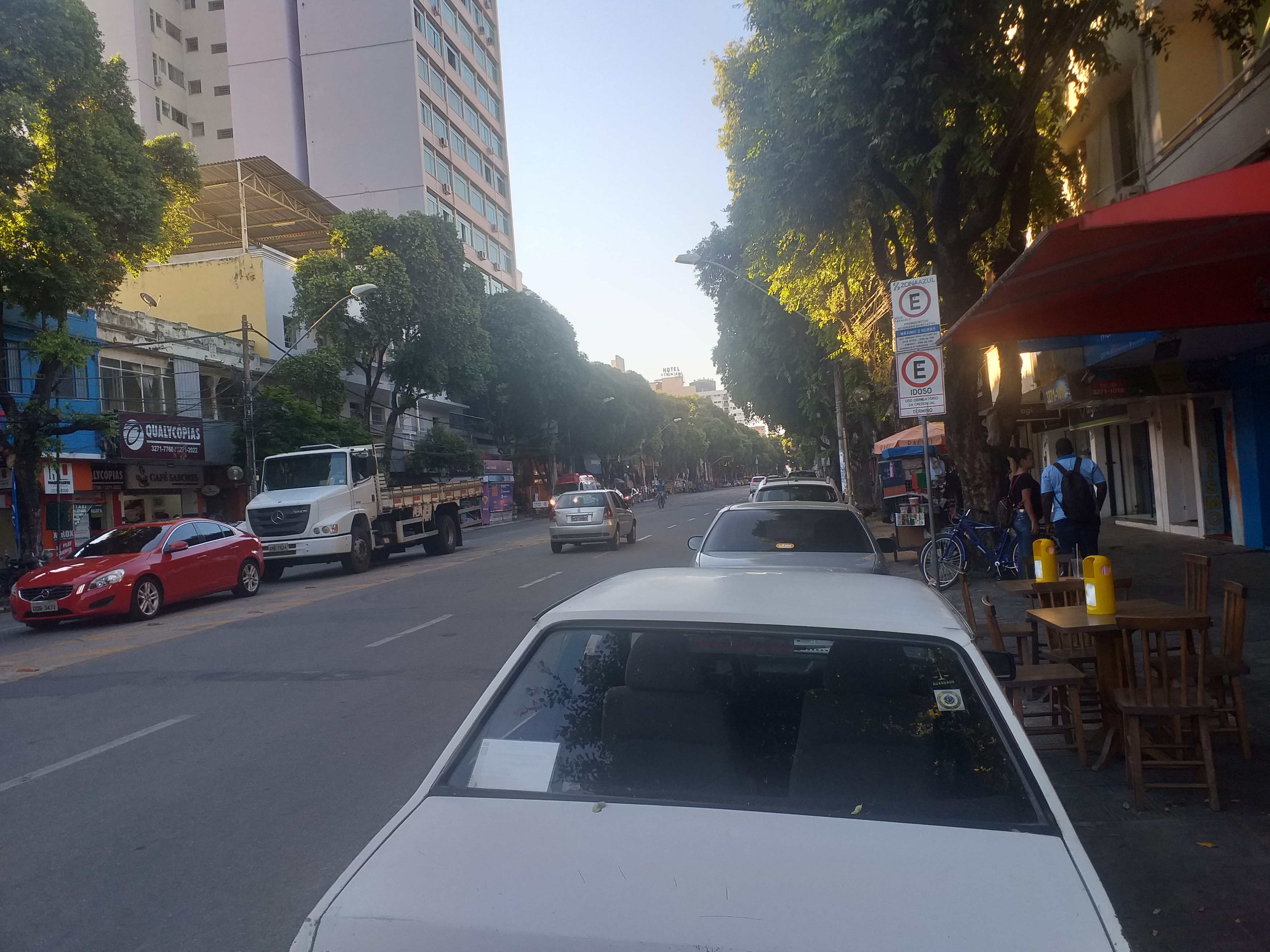
Avenida Minas Gerais